# Wolfgang Schönpflug
Wolfgang Schönpflug (* 31. März 1936 in Berlin) ist ein deutscher Psychologe und emeritierter Professor an der Freien Universität Berlin.

## Werdegang
Nach dem Abitur am Kurfürst-Friedrich-Gymnasium Heidelberg studierte Schönpflug Psychologie an der Freien Universität Berlin und den Universitäten Frankfurt am Main und Heidelberg. Mit einem Fulbright-Stipendium erlangte er 1958 einen ersten Abschluss an der University of Kansas, später das Diplom in Frankfurt am Main, wo er 1962 auch zum Dr. phil. nat. promovierte. Anschließend war er wissenschaftlicher Assistent bei Edwin Rausch und Heinz Heckhausen. Nach seiner Habilitation bei Heckhausen 1967 mit einer Arbeit zur aktivierenden Wirkung und zur Valenz von Sinnesreizen wurde er 1974 Professor für Allgemeine Psychologie an der FU Berlin. Seit September 2003 ist Schönpflug emeritiert.
Schönpflugs besonderes Interesse gilt der Systematik und der Geschichte der Psychologie.

## Familie
Schönpflug ist mit der Psychologin Ute Schönpflug verheiratet und hat mit ihr zwei Söhne.

## Werke (Auswahl)
- Psychologie : Allgemeine Psychologie und ihre Verzweigungen in die Entwicklungs-, Persönlichkeits- und Sozialpsychologie – ein Lehrbuch für das Grundstudium. Urban & Schwarzenberg, München 1983, zuletzt bei Weltbild, Augsburg 2008, ISBN 978-3-8289-5208-9 (mit Ute Schönpflug).
- Einführung in die Psychologie. Beltz, Weinheim 2006, ISBN 3-621-27486-3.
- Geschichte und Systematik der Psychologie. Beltz, Weinheim 2000.